# Distrikt Bushenyi
Bushenyi ist ein Distrikt (district) in West-Uganda mit 248.300 Einwohnern. Wie fast alle Distrikte von Uganda ist er nach seinem Hauptort benannt.

## Bevölkerung
Die Einwohner von Bushenyi gehören verschiedenen Bantu-Völkern an, darunter die Ankole. Der heutige Bushenyi-Distrikt gehörte zu ihrem traditionellen Königreich.
| Zensusjahr | Einwohnerzahl |
| ---------- | ------------- |
| 1991       | 160.982       |
| 2002       | 205.671       |
| 2014       | 234.443       |

## Wirtschaft
Wichtigster Wirtschaftszweig in Bushenyi ist die Landwirtschaft. Tee, Kaffee, Bananen und Milchprodukte werden produziert.